# Younger (2.ª temporada)
A segunda temporada da série de televisão americana de comédia dramática Younger, baseada no livro de Pamela Redmond Satran de mesmo nome, criado e produzido por Darren Star. A série é estrelada por Sutton Foster como a protagonista, com Debi Mazar, Miriam Shor, Nico Tortorella, Hilary Duff, Molly Bernard e Peter Hermann co-estrelando outros papéis principais. O piloto foi escolhido para uma série em abril de 2014, com um pedido de 12 episódios. A primeira temporada consistiu em 12 episódios, estreando em 31 de março de 2015 às 10 da noite, horário do leste. A segunda temporada estreou em 13 de janeiro de 2016.

## Produção
Depois de um papel recorrente na primeira temporada, Molly Bernard foi adicionado ao elenco principal para a segunda temporada. Peter Hermann, que retornou como Charles Brooks durante a primeira temporada, também foi promovido a um status regular na série. Em 6 de janeiro de 2016, Younger foi renovado para uma terceira temporada de 12 episódios, para começar a ser exibido em 2016.

## Elenco e personagens

### Principal
- Sutton Foster como Liza Miller
- Debi Mazar como Maggie Amato
- Miriam Shor como Diana Trout
- Nico Tortorella como Josh
- Peter Hermann como Charles Brooks
- Molly Bernard como Lauren Heller
- Hilary Duff como Kelsey Peters

### Recorrente
- Dan Amboyer como Thad Weber/Chad Weber
- Tessa Albertson como Caitlin Miller
- Jon Gabrus como Gabe
- Kathy Najimy como Denise Heller
- Paul Fitzgerald como David Taylor
- Justine Lupe como Jade Winslow
- Michael Urie como Redmond
- Heidi Armbruster como Michelle
- Leigh-Ann Rose como Greta Lin

### Convidados
- Josh Pais como Todd Heller
- E.J. Bonilla como Hector
- Flula Borg como Dorff
- David Wain como Hugh Shirley
- Martha Plimpton como Cheryl Sussman
- Camryn Manheim como a Dra. Jane Wray
- Matthew Morrison como Sebastian
- Ice-T como ele mesmo
- Diane Rehm como ela mesma
- Richard Masur como Edward L.L. Moore
- Gia Crovatin como Dr. Sarkisian

## Episódios
| Nº | #  | Título                              | Direção         | Escritor(es)                           | Datas de exibição       | Audiência EUA (em milhões) |
| --- | -- | ----------------------------------- | --------------- | -------------------------------------- | ----------------------- | -------------------------- |
| 13 | 1  | "Tattoo You"                        | Steven Tsuchida | Darren Star                            | 13 de janeiro de 2016   | 1.10                       |
| A filha de Liza, Caitlin, retorna da Índia e, em uma noite com as meninas, faz uma tatuagem - de Josh. Depois de algumas tentativas fracassadas de comunicação, Liza vai reclamar com Josh em pessoa e eles voltam juntos. Caitlin os vê se beijando. Diana morde um dente em um jantar importante. |    |                                     |                 |                                        |                         |                            |
| 14 | 2  | "The Mao Function"                  | Steven Tsuchida | Dottie Zicklin & Eric Zicklin          | 13 de janeiro de 2016   | 0.92                       |
| As coisas não estão indo bem na cama para Josh e Liza. Kelsey não se sente apreciada no trabalho e considera aceitar uma oferta de um concorrente, mas Liza coloca uma palavra boa para ela com Charles, levando a uma promoção para ambos. Caitlin aceita um trabalho para o pai e vai morar com ele. |    |                                     |                 |                                        |                         |                            |
| 15 | 3  | "Like a Boss"                       | Peter Lauer     | Dottie Dartland Zicklin & Eric Zicklin | 20 de janeiro de 2016   | 0.57                       |
| Liza e Josh decidem não se encontrar com seus colegas de trabalho para proteger seu disfarce. Diana pede a Liza para ajudá-la a enganar sua competição de fitbit. Liza e Kelsey lançam sua nova marca, mas Kelsey está assustada quando o comunicado de imprensa é recebido mal, então Liza a ajuda. |    |                                     |                 |                                        |                         |                            |
| 16 | 4  | "The Jade Crusade"                  | Peter Lauer     | Jessie Cantrell                        | 27 de janeiro de 2016   | 1.16                       |
| Liza e Kelsey vão atrás de seu primeiro autor — um temperamental blogueiro do mundo da moda. As coisas ficam complicadas quando Kelsey e Liza descobrem que Jade já namorou Josh e não acabou bem. |    |                                     |                 |                                        |                         |                            |
| 17 | 5  | "Jersey, Sure"                      | Tamra Davis     | Terri Minsky                           | 3 de fevereiro de 2016  | 0.62                       |
| Liza encontra Michelle e Tom, seus antigos vizinhos de Jersey, em uma das apresentações da banda de Josh. Durante um desconfortável encontro duplo na casa de Michelle e Tom, Michelle planta sementes de dúvida em Liza, dizendo-lhe que o romance com Josh não pode durar. Enquanto isso, Jade já está por trás dos prazos do livro e parece não se importar, então Kelsey ameaça seu agente com quebra de contrato. Jade, em seguida, começa a soprar todo o seu dinheiro adiantado publicamente, postando suas escapadas nas mídias sociais, e depois diz a Kelsey que ela não tem intenção de escrever nada.                                                             |    |                                     |                 |                                        |                         |                            |
| 18 | 6  | "Un-Jaded"                          | Tamra Davis     | Rick Singer                            | 10 de fevereiro de 2016 | 0.56                       |
| Com Empirical prestes a descobrir que Jade não tem intenção de escrever um livro, ameaçando acabar com a marca prematuramente, Kelsey e Liza, com a ajuda de Lauren, conspiram para vender os direitos do "não livro" de Jade ao ex-co-estagiário de Kelsey. que agora trabalha na Achilles Press. Diana procura conseguir um acordo com o autor feminista masculino Hugh Shirley (David Wain). Mais tarde, Liza pergunta a Maggie se Lauren se mudou oficialmente para o apartamento. |    |                                     |                 |                                        |                         |                            |
| 19 | 7  | "Into the Woods & Out of the Woods" | Todd Biermann   | Eliot Glazer                           | 17 de fevereiro de 2016 | 0.61                       |
| Liza participa de um festival "Bluegrass and Beer" em Nova York, no qual a banda de Josh está tocando e logo percebe que ela não é do tipo ao ar livre. Seu tempo com Josh também é constantemente interrompido por telefonemas e textos de Charles, que está se preparando para ser entrevistado para a seção "New York Times", "By the Book". Em outros lugares, Diana seduz Hugh e consegue ferir seu pênis durante o sexo. |    |                                     |                 |                                        |                         |                            |
| 20 | 8  | "Beyond Therapy"                    | Todd Biermann   | Grant Sloss                            | 24 de fevereiro de 2016 | 0.70                       |
| O segredo de Liza está se tornando um problema quando Cheryl se encontra com ela e Kelsey. Kelsey está com raiva de Thad quando ele começa a flertar com outra garota no dia anterior ao aniversário dela. Além disso, Josh é entrevistado para um artigo do New York Times e não menciona Liza, com a qual ela está bem, mas Kelsey e Lauren não estão. A precipitação faz com que Josh termine com Liza. Thad propõe Kelsey e ela aceita. |    |                                     |                 |                                        |                         |                            |
| 21 | 9  | "The Good Shepherd"                 | Andrew Fleming  | Darren Star                            | 2 de março de 2016      | 0.64                       |
| Liza compra uma peça de lã no mercado de um fazendeiro de um belo pastor de ovelhas chamado Sebastian (Matthew Morrison) e fica impressionada com seus escritos filosóficos quando lê um de seus panfletos. Ela faz com que Sebastian compartilhe um livro cheio de ensaios escritos à mão sobre seu estilo de vida bucólico e convence Diana a publicá-los, mas uma reunião posterior com Sebastian assusta Liza. |    |                                     |                 |                                        |                         |                            |
| 22 | 10 | "Bad Romance"                       | Andrew Fleming  | Alison Brown                           | 9 de março de 2016      | 0.61                       |
| Tentando superar Josh, Liza dorme com seu ex, David, depois que eles se embebedam durante um jantar com Caitlin. Liza também assiste a uma mixagem de jovens profissionais, onde conhece uma garota que trabalha no escritório de Thad e descobre que ele pode estar traindo Kelsey com sua assistente. Em outro lugar, Lauren está indo ao mar planejando o casamento de Kelsey, fazendo Kelsey ter que "demitir" sua amiga. |    |                                     |                 |                                        |                         |                            |
| 23 | 11 | "Secrets & Liza"                    | Peter Lauer     | Dottie Dartland Zicklin & Eric Zicklin | 16 de março de 2016     | 0.65                       |
| Enquanto a equipe audições atrizes para retratar a princesa para a festa, Moore vê Liza no escritório e insiste em que ela faça o papel. Liza continua a pressionar Thad para que diga a Kelsey a verdade sobre seu caso e pare de atender suas ligações e mensagens. Thad vai ao apartamento de Liza e conhece Caitlin, que diz que ela é filha de Liza. Usando isso, Thad tenta fazer com que Liza fique em silêncio, mas Liza diz que não, independentemente das consequências para si mesma. Só então, um enorme raio cai de um guindaste no topo de Thad. |    |                                     |                 |                                        |                         |                            |
| 24 | 12 | "No Weddings & a Funeral"           | Peter Lauer     | Darren Star                            | 23 de março de 2016     | 0.67                       |
| No rescaldo da morte de Thad, tanto Kelsey quanto o irmão gêmeo idêntico de Thad, Chad, querem saber por que Liza estava com ele quando o acidente ocorreu. Liza diz a Kelsey sobre a trapaça de Thad, mas não que Thad tenha descoberto seu segredo. Furiosa Kelsey diz a Liza que, se ela se importasse com seu próprio negócio, Thad não estaria lá. Isso faz com que Liza renuncie ao Empirical e aceite um emprego no Mall Paramus (NJ). Charles vai vê-la no shopping e a convence a voltar. Charles então beija Liza e ela não recua ou reclama. Voltando para casa do trabalho no dia seguinte, Liza encontra Josh em sua porta, proclamando que ele a quer de volta. |    |                                     |                 |                                        |                         |                            |